# Västra Ingelstads distrikt
Västra Ingelstads distrikt är ett distrikt i Vellinge kommun och Skåne län. 
Distriktet ligger nordost om Vellinge. 

## Tidigare administrativ tillhörighet
Distriktet inrättades 2016 och utgörs av socknen Västra Ingelstad i Vellinge kommun
Området motsvarar den omfattning Västra Ingelstads församling hade 1999/2000.